# Auguste Mariette

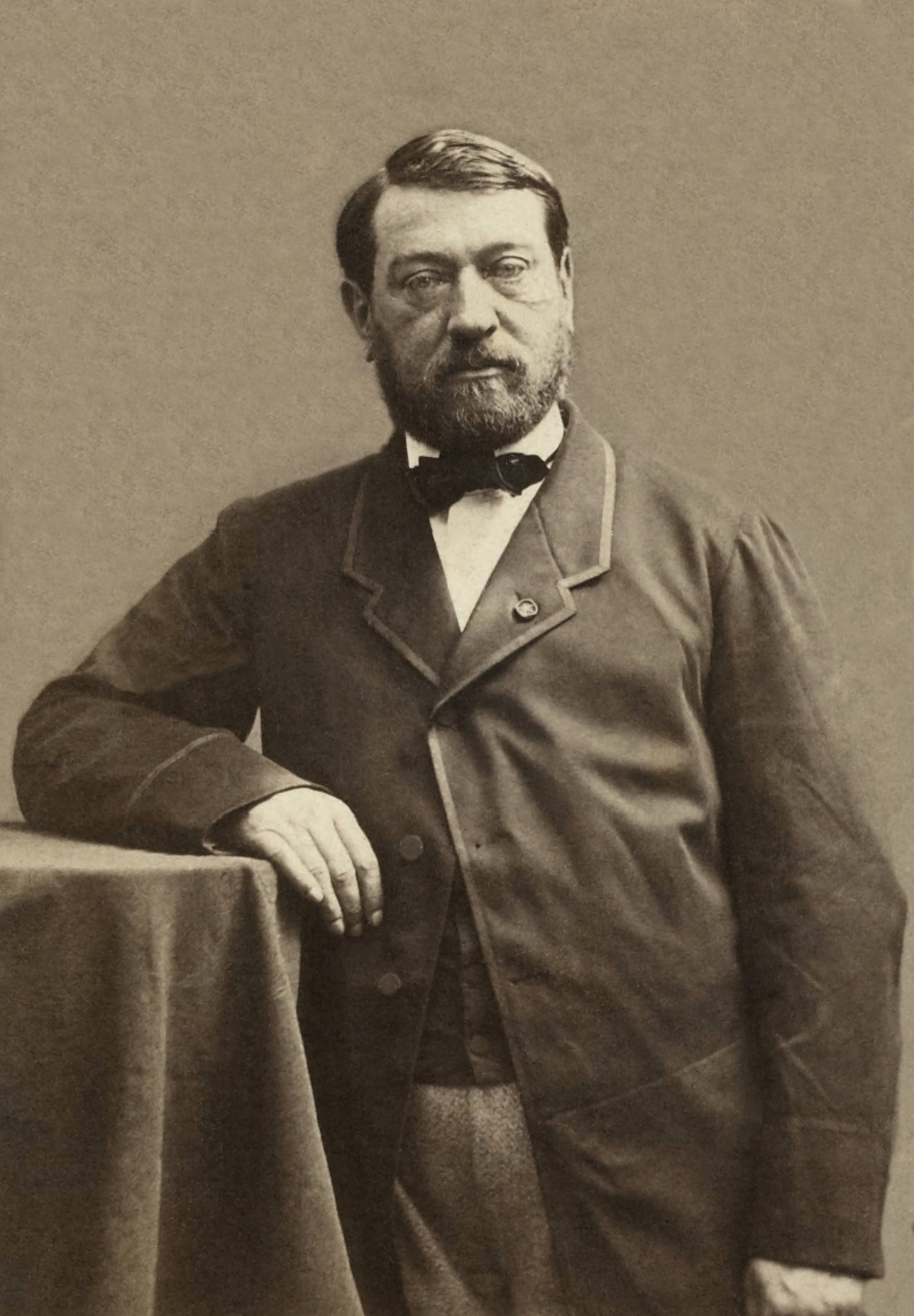
Auguste Mariette in una foto scattata da Nadar, nel 1861 circa.

François Auguste Ferdinand Mariette (Boulogne-sur-Mer, 11 febbraio 1821 – Bulaq presso Il Cairo, 18 gennaio 1881) è stato un egittologo francese, fondatore del Museo Egizio del Cairo.

## Biografia

### La vocazione
Mariette, professore presso il Collège di Boulogne, si appassionò inizialmente all'egittologia visitando la Galleria egizia del museo della sua città. Dichiarò infatti alcuni anni più tardi " Io sono entrato in Egitto attraverso la mummia del museo di Boulogne".
Nel 1841 Nestor L'Hôte, suo lontano cugino, venne a mancare e nel 1842 Mariette ebbe l'incarico di riordinare e catalogare note, lettere e i disegni che il cugino aveva raccolto durante il suo viaggio con la missione franco-toscana in Egitto nel 1828-1829, co-diretta da Jean-Franҫois Champollion e Ippolito Rosellini e nelle due spedizioni successive (1838-1839 e 1840-1841).
Per Mariette questo incarico fu una rivelazione; studiò i geroglifici, il copto, l'aramaico e rinunciò all'incarico di professore decidendo di diventare egittologo. Per definire la sua passione Mariette dichiarò: "l'anatra egizia è un animale pericoloso: con un colpo di becco vi inocula il suo veleno e voi sarete egittologi per tutta la vita"..
Entrò al Museo del Louvre accettando inizialmente un impiego ingrato e mal pagato; riuscì poi, segnalato da Emmanuel de Rougé e da Charles Lenormant, a diventare Conservatore del museo e nel 1850 fu inviato in Egitto, con l'incarico di reperire e acquistare manoscritti copti.

### Primi scavi - Saqqara
L'incarico non andò a buon fine a causa dei monaci che rifiutarono l'accesso ai conventi da parte di stranieri e di cedere dei manoscritti.. Mariette decise allora di dedicarsi alla scoperta di tracce dell'antica civiltà faraonica e utilizzò i fondi a sua disposizione per realizzare uno scavo archeologico a Saqqara. Tale scelta fu presa dopo aver ammirato, dalle mura del Cairo, lo spettacolo delle piramidi, del Nilo e della piana circostante. Di ciò che vide dirà: "Vi è là, a portata di mano, tutto un mondo di tombe, di stele, d'iscrizioni, di statue. Cosa dire di più?".
Il 20 ottobre 1850 si organizzò e pose il suo campo nei pressi della Grande piramide. Durante una ricognizione sulla piana di Saqqara una testa di sfinge emergente dalla sabbia gli ricordò di aver visto simili sfingi ad Alessandria e gli portò alla mente la descrizione, fatta dallo storico greco Strabone (XVII 1,32) di un viale bordato da più di centoquaranta sfingi che conduceva al tempio di Api L'antico viaggiatore greco affermava che si trovava a Menfi "... un tempio di Serapis in una zona talmente ricca di sabbia che il vento l'accumulava coprendo le sfingi le une fino alla metà le altre fino alla testa...".
Mariette, dimenticando ogni altro incarico, assoldò trenta operai del posto e, seguendo il ricordo dello storico greco, incominciò a scavare portando subito alla luce numerose sfingi, liberando il lungo viale che portava a dei tumuli. Dopo mesi di lavoro arrivò a scoprire la cappella del faraone Nectanebo II. Nel 1851 finalmente Mariette riuscì a entrare nell'edificio sotterraneo dove erano custodite le mummie di 64 tori.
Fra il 1850 e il 1853, Mariette fece eseguire scavi a Saqqara e Giza che riportarono totalmente alla luce il Serapeum, complesso funerario con le sepolture dei sacri tori Api, del tempio del faraone Chefren, e molte tombe private a mastaba. Spedizione che fece giunge al Louvre più di 7000 reperti. Tra questi, trovò la famosa statua di notevole fattura, Lo scriba, che diventerà uno dei pezzi di maggior pregio della sezione egizia del Museo del Louvre e, in seguito, anche quella di Ka'aper, in legno, dall'aspetto tanto realistico che verrà denominata dagli operai Il sindaco del villaggio. Riportò alla luce trecento mastabe, risalenti al periodo detto Regno Antico, tra cui quella di Ti.
Finiti i fondi, nel settembre del 1854 Mariette ritorna in Francia e nel 1855 viene nominato Conservatore Aggiunto al Louvre dove lavorerà alla catalogazione dei reperti degli scavi acquisiti dal museo. Durante questo periodo Mariette compie anche viaggi studio a Berlino (1855) e Torino (1857), in quest'ultima riceve l'onorificenza di Cavaliere dell'Ordine dei Santi Maurizio e Lazzaro del re di Sardegna e la nomina a Socio Corrispondente dell'Accademia delle Scienze di Torino.

### Ritorno in Egitto e nuove scoperte
Nel novembre 1857 Auguste Mariette tornò nuovamente in Egitto per degli scavi a Elefantina, Tebe, Abido, Saqqara e Giza, in missione ufficiale del governo francese.   L'egittologo incontrò l'imprenditore francese Ferdinand de Lesseps; con lui parlò del problema della destinazione e conservazione dei reperti trovati: "... su di noi incombe il dovere di vegliare sui monumenti. Tra cinquecento anni l'Egitto sarà ancora in grado di mostrare agli studiosi che lo visiteranno ciò che noi scopriamo oggi?". Venne presentato da de Lesseps a Sa'id Pascià, il successore di Mehemet Ali alla guida dell'Egitto; intanto Mariette continuò il suo lavoro di ricerca e aprì un nuovo cantiere a Dra Abu el-Naga vicino al sito dell'antica Tebe dove, nel dicembre dello stesso anno, ritrovò intatto il sarcofago di Ahmose I, fondatore della XVIII dinastia egizia.

### Fondatore del Museo del Cairo
Mariette ebbe il merito di non accontentarsi della fortuna di aver ritrovato il Serapeo e gli altri numerosi reperti; egli si adoperò per far sì che ciò che veniva scoperto rimanesse in Egitto. Con ferma decisione convinse Sa'id Pascià della necessità di creare una struttura che impedisse l'emorragia continua di materiale archeologico verso l'Europa e le collezioni pubbliche e private.
Il 1º giugno 1858 Auguste fu nominato Maamour (Direttore) delle Antichità Egiziane dal viceré Said con lo scopo di iniziare la creazione di un museo egizio... Con questo incarico, Mariette poteva compiere scavi, proteggere siti e monumenti, raccogliere tutte le antichità trovate; Said gli diede tutti mezzi e gli concesse ogni potere per realizzare il suo lavoro. Egli istituì così il Service de conservation des antiquités de l'Égypte che garantiva uno sfruttamento scientifico dei siti, ancora oggi l'istituzione governativa che si occupa della conservazione e della tutela del patrimonio archeologico, e della regolamentazione e controllo delle missioni archeologiche. Inoltre, il 16 ottobre 1863 Mariette inaugurò il Museo di Bulaq, realizzato nel quartiere omonimo del Cairo, che fu il primo nucleo di quello che diverrà il Museo Egizio. Al centro del suo progetto museologico e museografico c'è la scienza, il suo progresso e la sua diffusione; a tal scopo per stimolare interesse e curiosità crea allestimenti in cui l'estetica e la scenografia prevalgono sull'organizzazione tematica rigida tipica dei contemporanei musei europei. 
Nel mese di giugno 1858 Mariette diventò anche direttore del Museo; intanto egli aveva continuato il suo lavoro di ricerca e i suoi operai scoprirono, in un sito a sud dell'ingresso del Wadi che porta alle tombe nella Valle dei Re, il sarcofago pressoché intatto di Kamose; nello stesso anno un suo collaboratore rinvenne la tomba di Ahhotep I. Nel 1860 riportò alla luce il tempio di Edfu sulla strada occidentale del Nilo; il tempio era rimasto completamente sepolto fino ad allora ed è quello che si è conservato meglio di tutto l'Egitto. Sempre nel 1860 Mariette trovò, nel tempio funebre di Chefren, in un pozzo, quasi sepolta dai detriti caduti, la splendida statua in diorite del faraone seduto sul trono con il dio Horus che lo protegge con le sue ali.

### Un egittologo diventato egiziano
Negli anni successivi Mariette continuò la sua ricerca portando alla luce altri numerosi siti e reperti; liberò dalla sabbia anche il tempio di Dendera dedicato a Hator e, parzialmente, anche quello di Esna, dedicato a Khnum, trovato a ben nove metri sotto il livello stradale.
Quando vi fu l'Esposizione universale del 1867 i gioielli della regina Ahhotep furono esposti al pubblico a Parigi; l'imperatrice Eugenia rimase affascinata dalla fattura in turchesi, argento e lapislazzuli e arrivò a chiederli in dono a Isma'il Pascià. La fiera opposizione di Mariette alla cessione gli procurerà non pochi problemi.
Fra le altre cose Mariette si dilettava a scrivere e realizzò una novella, d'argomento egizio, che propose a Isma'il Pascià affinché fosse utilizzata per un'opera da rappresentare al Teatro del Chedivè del Cairo in occasione delle manifestazioni per l'inaugurazione del Canale di Suez. Avuta l'approvazione, Mariette affidò il suo lavoro a Camille du Locle per il libretto; questi si mise in contatto per la musica con Giuseppe Verdi che, a sua volta, passò l'abbozzo a Antonio Ghislanzoni; l'Aida fu pronta per la data fissata da Mariette, ma la guerra franco-prussiana ritardò la realizzazione; l'archeologo, che doveva supervisionare le scene e i costumi, era bloccato a Parigi nella città assediata. Infine Aida andò in scena due anni dopo l'inaugurazione del canale, il 24 dicembre 1871.

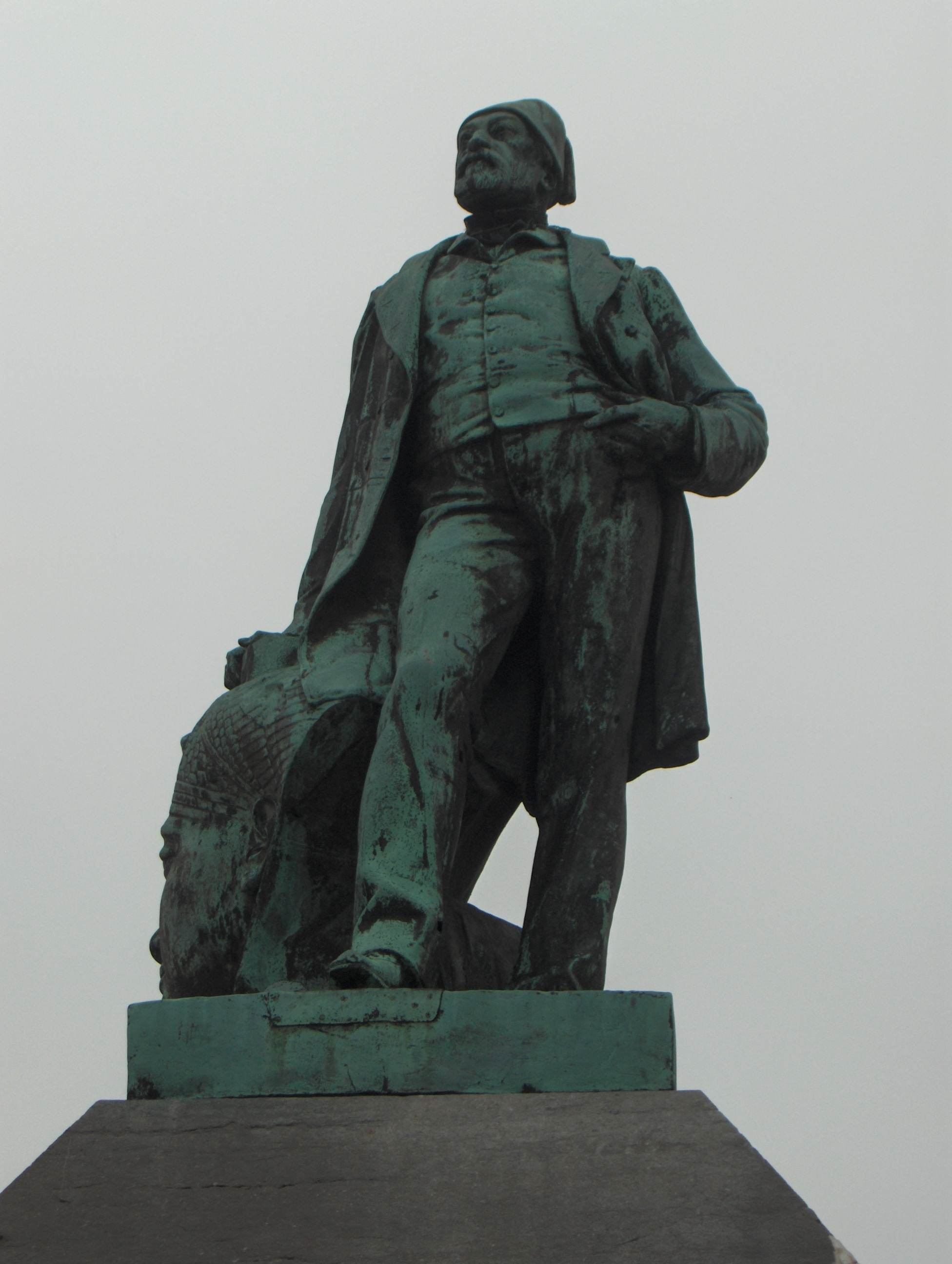
Statua di Mariette à Boulogne-sur-Mer

Nel 1872 Mariette arrivò ad avere 2780 operai sotto la sua direzione all'interno del Servizio delle Antichità dell'Egitto. Nel 1875 risalì il Nilo in compagnia del pittore Charles Landelle. Il chedivè lo nominò bey, poi, nel 1879, in riconoscimento per il lavoro svolto a favore del patrimonio artistico egiziano, fu nominato pascià. Nel 1880 venne raggiunto in Egitto da Gaston Maspero, inviato dal governo francese per una spedizione archeologica. Nel 1880 la salute di Mariette non era buona e non riusciva più a seguire i suoi numerosi incarichi. Il governo francese, in un momento in cui tutta l'Europa stava scoprendo l'antico Egitto e vi era una vera e propria corsa di studiosi, avventurieri, collezionisti verso quel paese, creò l'Istituto francese di Archeologia orientale e vi mise a capo Maspero, nominandolo anche successore di Mariette per i suoi incarichi. Il 18 gennaio 1881 Mariette morì a causa del diabete al Cairo, dopo aver scavato oltre 300 tombe tra Saqqara e Giza e ritrovato oltre 15.000 oggetti. La sua ultima opera, Mastabe dell'Antico Regno, viene pubblicata postuma.

## Mariette e Boulogne-sur-Mer
Il ricordo di Mariette è rimasto molto vivo a Boulogne-sur-Mer ove la sua famiglia è ancora molto nota (una sua nipote è giudice della corte d'appello). Una delle vie principali nel quartiere residenziale di Boulogne si chiama "Boulevard Auguste Mariette" e il municipio di Boulogne-sur-Mer organizza regolarmente delle grandi mostre egizie con le scoperte di Mariette come tema principale. Una grande nave egizia, copia della barca solare di Cheope, si può vedere vicina alla statua di Mariette sotto le mura dell'acropoli.
Oltre che i suoi famosissimi vasi greci, il castello-museo di Boulogne-sur-mer possiede la sesta collezione d'arte egizia del mondo.